# 科利赫角
科利赫角（英語：Kolich Point），是南極洲的海岬，位於維多利亞地的斯科特海岸，處於斯派克角和奈斯角之間，以地球物理學家命名，現時由南極條約體系管理。